# 防止罪案科

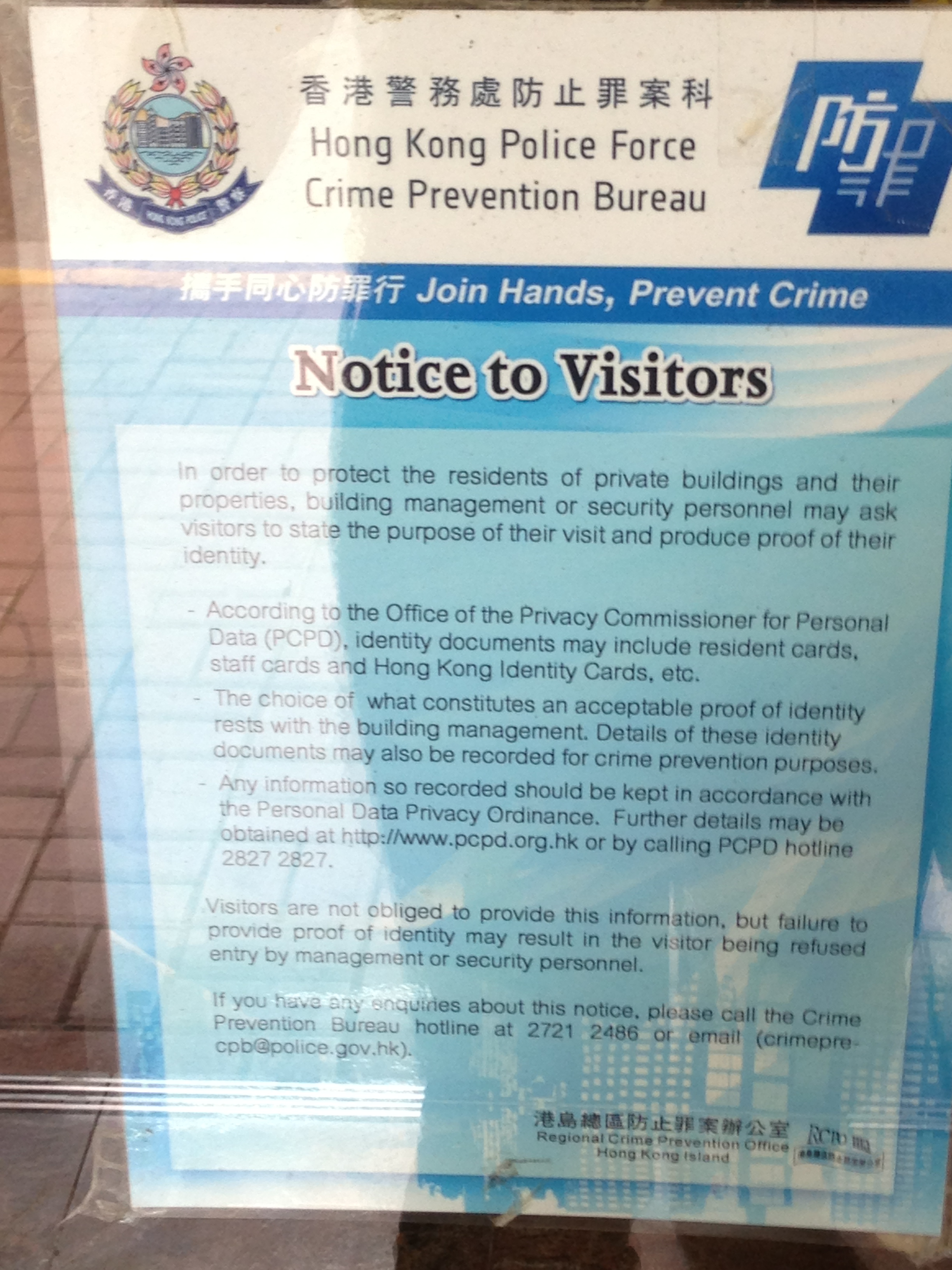
由防止罪案科所張貼的防止罪案宣傳告示。

防止罪案科（英文：Crime Prevention Bureau，縮寫：CPB）隸屬於香港警務處刑事及保安處刑事部，其主要責任為向政府部門、行業代表團體及市民及旅客提供獨立的保安建議。防止罪案科定期舉辦防罪運動（包括派發宣傳單張、海報及舉行講座等）透過電視和報刊媒體推廣防罪措施、聯絡和規管私營保安業、為警務人員提供訓練課程，及為外間不同機構舉辦保安研討會等。防止罪案科亦會透過監察持牌保安公司，規管私營保安業。此外，所有香港警務建築的保安設計均採取於防止罪案科的建議及設計。

## 組織
防止罪案科由一名警司出任主管，對下設有三個專門組別：行動組、行政及培訓組和保安公司監察小組，各分別由一名總督察管理。
- 保安諮詢組
- 培訓及支援組
  - 培訓及支援
  - 宣傳
- 保安公司監察小組
  - 保安公司監察小組
- 防盜警鐘檢查小組
- 總區防止罪案組[3]

## 著名科員
- 陳思祺，外號為無味神探

## 外部連結
- 防止罪案 （页面存档备份，存于）
- 「最佳保安服務獎勵」計劃 （页面存档备份，存于）

```
十大最佳保安員獎
2010 
鄭韋諾
```

- 「保安服務最佳培訓獎」 （页面存档备份，存于）